# Josiah Bartlet

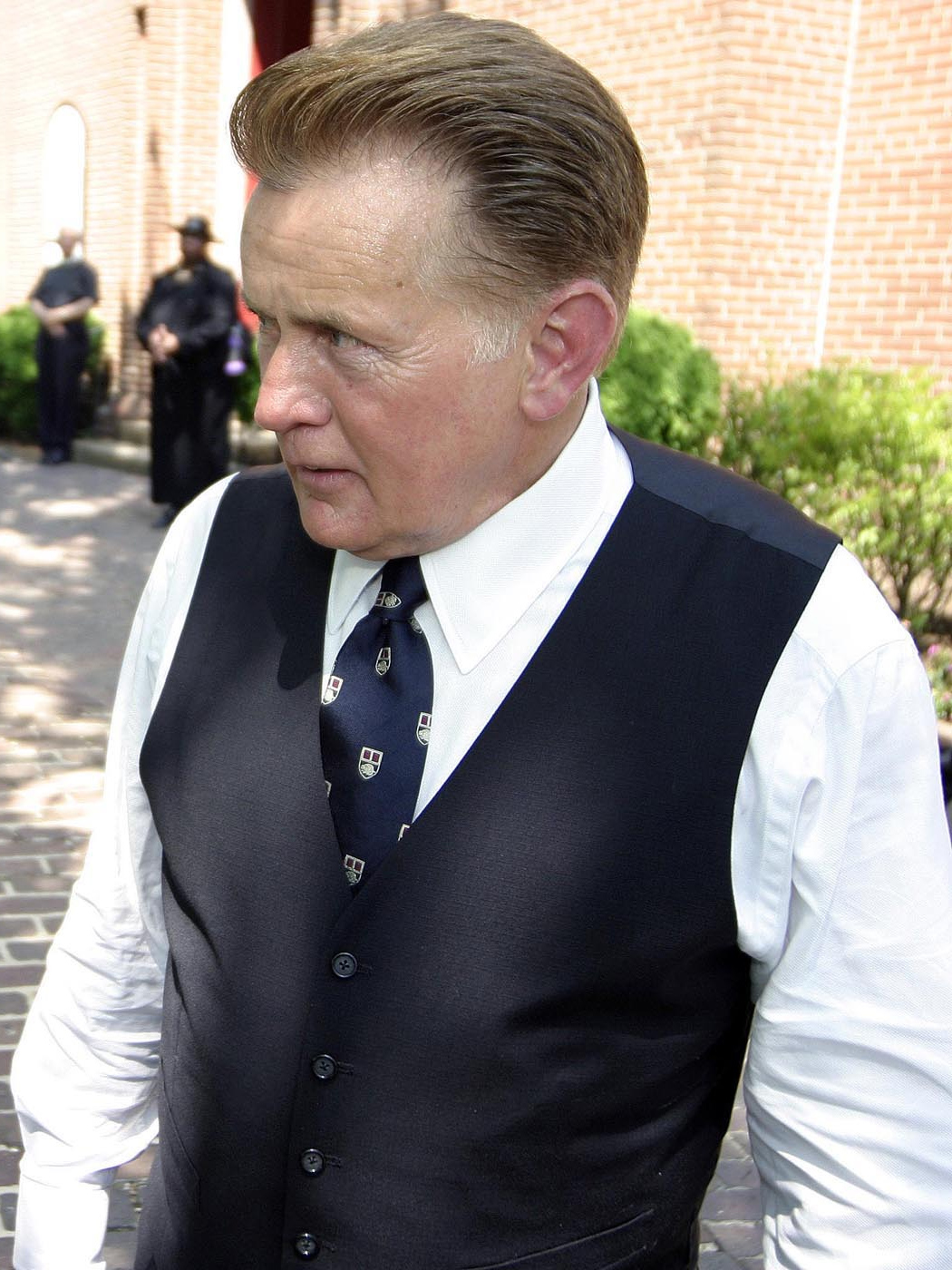
Martin Sheen como Josiah Bartlet.

Josiah Edward 'Jed' Bartlet es un personaje ficticio interpretado por Martin Sheen en la serie de televisión The West Wing (El ala oeste de la Casa Blanca), que ocupa el cargo de presidente de los Estados Unidos.
A pesar de que todos los personajes de la serie comparten el protagonismo, Jed Bartlet, presidente ficticio de los Estados Unidos, es el protagonista de la serie. Bartlet representa en numerosos aspectos al 'presidente liberal ideal', poseedor de un fuerte intelecto, una gran (pero no infalible) integridad personal y tacto, pero concienciado con la compasión hacia los desafortunados y poseedor de sentido del humor.
El presidente Bartlet es un exitoso economista, con un máster y un doctorado en economía por la London School of Economics, y con un Premio Nobel en economía. Es descendiente ficticio del auténtico Josiah Bartlet, firmante de la Declaración de Independencia de los Estados Unidos. Antes de dedicarse a la política, Bartlet fue profesor de economía en el Dartmouth College, lugar en el que recibió un doctorado honorario en humanidades.
Al igual que su antecesor en la vida real, el Bartlet ficticio fue gobernador de Nuevo Hampshire. Antes de servir dos legislaturas como gobernador, Bartlet trabajó en el departamento de educación estatal de New Hampshire y fue miembro durante tres legislaturas de la Cámara de Representantes, además de representante en la cámara estatal de Nuevo Hampshire. 
Su amigo Leo McGarry le convenció para presentarse a presidente y, a pesar de que comenzó siendo poco conocido para la nominación demócrata, consiguió derrotar al presunto nominado, el senador por Texas John Hoynes, al que Bartlet ofreció unirse a su candidatura como vicepresidente. A medida que la serie avanzó, Bartlet fue elegido para un segundo mandato, derrotando a Rob Ritchie, gobernador republicano por Florida.
Es un devoto católico, graduado por la Universidad de Notre Dame, que durante un tiempo consideró la opción de convertirse en sacerdote. Está casado con Abigail Bartlet, cirujana torácica, con la que tiene tres hijas: Elizabeth, Eleanor y Zoey. 
Bartlet es presentado como un padre duro pero cariñoso, al contrario que su padre, el cual (como se puede observar en flashbacks) era frío y psicológicamente abusivo. Además de sus tres hijas, el presidente Bartlet considera a Charlie Young (su asistente personal) y a Josh Lyman (el ayudante del jefe de personal) como hijos suyos (como se puede observar en los episodios Dos catedrales y Shibboleth). El presidente sufre esclerosis múltiple, la cual pone en cuestión el futuro de su presidencia.
Bartlet recibió un disparo en el último episodio de la primera temporada. Las heridas del presidente no eran de gravedad y posteriormente se descubrió que el objetivo real del atentado era Charlie Young y no el presidente.
En el último episodio de la segunda temporada, Dos catedrales, Bartlet comunicó al país que padecía esclerosis múltiple, y el hecho de que lo había estado manteniendo en secreto (para los espectadores de la serie, este hecho fue revelado en el episodio Lo hará de vez en cuando de la primera temporada). 
Zoey, la hija pequeña del presidente Bartlet, fue secuestrada el día de su graduación en la Universidad de Georgetown, en una posible respuesta al asesinato del ministro de Defensa de Qumar, ordenada por Bartlet. Mientras Zoey se encontraba en paradero desconocido, el presidente Bartlet invocó la Sección 3 de la enmienda 25, cediendo la Presidencia. Debido a que el vicepresidente Hoynes había dimitido días antes, el jefe de la Cámara, Glen Allen Walken, un republicano, ejerció como presidente. Días después Zoey fue rescatada con heridas leves y el presidente Bartlet volvió a asumir su cargo. 
En un viaje a China, el presidente Bartlet estuvo paralizado temporalmente debido a un ataque de esclerosis múltiple. Bartlet cursa actualmente el último año de su mandato, con unas elecciones que tendrán lugar en noviembre de 2005 (durante el principio de la séptima temporada). Sus sucesores potenciales son el congresista Matt Santos (demócrata de Texas) y el senador Arnold Vinick (republicano de California). Terminó siendo sucedido por el primero.
Como curiosidad, hay que destacar el hecho de que el personaje del presidente no fue pensado como protagonista de la serie; simplemente iba a realizar apariciones eventuales.
- Datos: Q2715593